# Svensktoppen 1997
Svensktoppen 1997 är en sammanställning av de femton populäraste melodierna på Svensktoppen under 1997.
Populärast var Peter Jöbacks Guldet blev till sand som fick ihop 17 016 poäng under 45 veckor. Den låg på förstaplatsen under sina första 36 veckor, och slog den 28 juni det föregående rekordet på 22 veckor som sattes av Streaplers cover på Thor Görans Till min kära den 16 mars 1996. Låten blev fortsatt populär under året därpå, då den även blev det årets populäraste melodi.
Till min kära slog också rekord under året när de, den 1 februari, slog det tidigare veckorekordet på 71 veckor, satt av Sven-Ingvars med Två mörka ögon 1993. Till min kära låg totalt 73 veckor på listan.
Årets melodifestival hade lite inflytande på årets lista, och inget bidrag placerade sig bland årets femton bästa melodier. Populärast därifrån var vinnarbidraget Bara hon älskar mig av Blond, som fick ihop 935 poäng under fem veckor.
Populäraste artisterna var dansbandet Thorleifs med två melodier i årssammanfattningen.

## Årets Svensktoppsmelodier 1997
| Nr | Artist                      | Titel                     | Poäng | Antal veckor |
| -- | --------------------------- | ------------------------- | ----- | ------------ |
| 1  | Peter Jöback                | Guldet blev till sand     | 17016 | 45           |
| 2  | Helen Sjöholm               | Hemma                     | 5608  | 21           |
| 3  | Matz-Ztefanz med Lailaz     | Evert                     | 4462  | 17           |
| 4  | Lasse Berghagen             | Inte bara drömmar         | 3376  | 16           |
| 5  | Thorleifs                   | Gröna blad                | 3308  | 11           |
| 6  | Streaplers                  | Allt det som kärleken är  | 3133  | 13           |
| 7  | Thorleifs                   | En liten ängel            | 3014  | 11           |
| 8  | Grönwalls                   | Regn i mitt hjärta        | 2863  | 12           |
| 9  | Göran Lindberg & Dannys     | Vildrosens dal            | 2711  | 11           |
| 10 | Alf Robertson               | Det är mig du tar i båten | 2379  | 10           |
| 11 | Niklas Strömstedt           | Sånt är livet             | 2279  | 10           |
| 12 | Sten & Stanley/Sten Nilsson | Vågar du så vågar jag     | 2191  | 11           |
| 13 | Flamingokvintetten          | Lata dagar med dig        | 2159  | 11           |
| 14 | Arvingarna                  | Pamela                    | 2158  | 8            |
| 15 | Thor Görans                 | Att älska så här          | 2095  | 9            |